# 赤星昇一郎
赤星 昇一郎（あかぼし しょういちろう、1955年〈昭和30年〉11月25日 - ）は、日本の俳優、声優。東京都出身。有限会社エンパシィ所属。

## 概要
日本大学藝術学部演劇学科中退。大学在学中に劇団色鉛筆（後の劇団魔天楼）に参加。あかつき騎士団を経て劇団解散後に1983年に平光琢也、郷田ほづみと結成したお笑いトリオ怪物ランドで『お笑いスター誕生!!』に出場し、10週勝ち抜きチャンピオンとなり、デビューする。
現在は声優としても活動しているほか、「スキンヘッドに口ひげ」という独特の風貌を生かして特撮番組への出演も多い。

## 出演

### テレビドラマ
- 月曜ドラマランド ゲゲゲの鬼太郎（1985年8月5日、フジテレビ系） - 子なき爺
- 東映不思議コメディーシリーズ（CX）
  - 不思議少女ナイルなトトメス（1991年） - ハナコの父
  - うたう!大龍宮城 第15話「クラゲ」（1992年） - お好み焼屋
  - 有言実行三姉妹シュシュトリアン 第2話「怪人大相撲」（1993年） - 怪人大相撲
- メタルヒーローシリーズ（ANB）
  - 特捜エクシードラフト 第32話「耕作のガンコ親父」（1992年） - 清水
  - 特捜ロボ ジャンパーソン 第7話「ボクは女の子?」（1993年） - 坂崎
  - テツワン探偵ロボタック（1998年） - 唐松刑事
- スーパー戦隊シリーズ（ANB）
  - 五星戦隊ダイレンジャー 第11話「磁石でガウス!」（1993年） - 神父
  - 忍者戦隊カクレンジャー 第1話「忍者でござる」第2話「危ないオバサン」（1994年） - 眼鏡の男
  - 超力戦隊オーレンジャー 第25話「お祭り一発勝負」第29話「踊る!侵略塾!!」第30話「地球がグースカ」（1995年） - 辺名小太郎
- 大河ドラマ（NHK）
  - 花の乱（1994年） - 成身院光宣
  - 秀吉（1996年） - 茶坊主
  - 葵 徳川三代（2000年） - 白井龍珀
  - 義経（2005年） - 禅林坊
  - 功名が辻（2006年） - 安国寺恵瓊
  - 平清盛（2012年） - 源雅定
  - 麒麟がくる（2020年） - 高僧
  - 光る君へ（2024年） - 定澄
- 素敵な恋をしてみたい「ウルトラマンは約束を守る」（1992年3月3日、TX）
- 火曜サスペンス劇場（NTV）
  - 名無しの探偵8 彼女の人生 孤独な女が倖せ探しの旅の果てに見たもうひとりの自分」（1992年9月15日）
  - 検事霧島三郎5・空き巣が忍び込んだ部屋の窓からのぞき見た隣の家の人妻殺し（1998年4月28日） - 飯沢一男
- ドラマBOX 君に伝えたい「恋するシティボーイ〜東京純愛症候群（1994年4月24日、MBS）
- 金曜エンタテイメント「顔に降りかかる雨 事故か?殺人か!変死体に潜むもう一つの真実」（1994年5月6日、CX）
- 金田一少年の事件簿「蝋人形城殺人事件」（1995年、NTV） - 山田隆明
- 月曜ドラマスペシャル（TBS）
  - 「こちら捕虜放送局」（1995年8月14日）
  - 「ヤマ勘記者の事件日誌2 妻を捨て蒸発した男の謎を追って博多 熊本へ…」（1997年12月15日）
- とおりゃんせ 深川人情澪通り（1995年、NHK）
- ハンサムマン（1995年、ANB）
- 硝子のかけらたち（1996年、TBS）
- 聖龍伝説（1996年、NTV）
- 七星闘神ガイファード（1996年、TX） - 城石丈雄
- 水戸黄門（TBS・C.A.L）
  - 第25部 第4話「漉いて好かれた三島暦-三島-」（1997年） - 鱶蔵
  - 第34部 第14話「百鬼夜行の鬼ヶ島-大曲-」（2005年） - 暗闇の子吉
  - 第43部 第15話「助さん格さん大喧嘩!!-下田-」（2011年） - 八坂の善三
- ウルトラシリーズ
  - ウルトラマンティガ 第27話「オビコを見た!」（1997年、MBS） -妖怪オビコ
  - ウルトラマンガイア 第50話「地球の叫び」（1999年、MBS） - G.U.A.R.D.幹部
  - ウルトラマンコスモス 第38話「オヤジ星人」（2002年、MBS） - 草野忠雄 役
  - ウルトラマンマックス（CBC）
    - 第20話「怪獣漂流」（2005年） - 住職、演歌歌手・流れ星一郎、暴走族の頭
    - 第29話「怪獣は何故現れるのか」（2006年） - 上田耕正 役

  - ウルトラマンメビウス 第33話「青い火の女」（2006年、CBC） - 霊媒師
  - ウルトラマンオーブ 第22話「地図にないカフェ」（2016年、TX） - ブラック店長
- 新・半七捕物帳 第8話（1997年、NHK）
- 鬼平犯科帳 第7シリーズ 第14話「逃げた妻」（1997年、フジテレビ / 松竹） - 燕小僧
- ギフト 第7話（1997年、フジテレビ系） - ヤクザ
- 寺子屋ゆめ指南（1997年、NHK）
- 御家人斬九郎 第3シリーズ 第6話「美人局」（1997年、CX / 映像京都） - 国分屋文左衛門
- 柴門ふみスペシャル 新・同棲時代　春の夜、恋人たちに贈る3つのラブストーリー「もう一度ウェディング・ベル」（1998年4月8日、TBS）
- ブースカ! ブースカ!!（1999年、TX） - 松土最円
- 南町奉行事件帖 怒れ!求馬II 第17話 すべてを賭けて守るもの（2000年、TBS・C.A.L） - 藤八
- 京極夏彦 「怪」 第3話「赤面ゑびす」（2000年7月20日、WOWOW） - 靭
- 大江戸を駈ける! 第12話「島破りの二千両」（佃島）（2001年 TBS・C.A.L） - 唐造
- 救命病棟24時 第2シリーズ第9話（2001年8月28日、フジテレビ系） - 屋形船の親方
- 土曜ワイド劇場（テレビ朝日）
  - キソウの女1（2003年10月18日）
  - 広域警察4・東京〜札幌〜登別温泉、殺人犯は何処へ消えたのか?」（2013年10月19日） - 斉藤吾一
- 超星神グランセイザー（2003年 - 2004年、TX） - 堀口一郎
- 特命係長 只野仁 第16話「社長令嬢」（2005年2月11日、テレビ朝日） - 町金融「INO企画」社長
- 奇跡の夫婦愛スペシャル 虹を架ける王妃（2006年、フジテレビ系）
- 翼の折れた天使たち 第1夜 衝動（2007年、フジテレビ系）
- 帰ってきた時効警察 第2話（2007年、テレビ朝日） - 15年前に刺殺された「闇の帝王」権現三郎
- セクシーボイスアンドロボ 第3話（2007年、日本テレビ系列） - ロボのオタク仲間
- スシ王子! 第5、6話（2007年、テレビ朝日系列） - 牧野神兵衛
- トミカヒーロー レスキューフォース 第7話「響助ピンチ かたい扉をこじあけろ」（2008年、TX） - 藤城英吉
- 裸の大将放浪記（2008年5月24日、フジテレビ系）
- 水曜ミステリー9「湯けむりドクター華岡万里子の温泉事件簿4・天狗の神隠し〜信濃の秘湯から響く母の悲鳴!」（2008年10月29日、テレビ東京）
- 俺たちは天使だ! NO ANGEL NO LUCK 第3話（2009年7月15日、テレビ東京）
- 派遣のオスカル 〜少女漫画に愛をこめて 第1回（2009年8月28日、NHK） - 面接官
- まっつぐ〜鎌倉河岸捕物控〜 第6話（2010年6月12日、NHK） - 竹松
- 金曜プレステージ（CX）
  - 探偵倶楽部（2010年10月22日） - 予想屋
  - 所轄刑事9・玄関先で殺された…正体不明の郵便配達人!疑惑の夫婦は嘘をつき続ける…（2014年8月29日） - そば屋
- おじいちゃんは25歳 第5話（2010年11月21日、TBS） - 大工
- NHK正月時代劇「隠密秘帖」（2011年1月1日、NHK）
- 相棒 Season 9 第15話（2011年2月16日、テレビ朝日系） - 浪岡収造
- 絶対零度〜特殊犯罪潜入捜査〜 Special（2011年7月8日、フジテレビ系）
- 新・警視庁捜査一課9係 season3 第10話（2011年9月7日、テレビ朝日系） - 荒川十三
- BS時代劇「陽だまりの樹」第3話（2012年4月20日、NHK BSプレミアム） - 猪河玄昌
- ドラゴン青年団 第2話（2012年7月24日、MBS・TBS） - マントのおっちゃん
- 宮部みゆきミステリー パーフェクト・ブルー 第7話（2012年11月19日、TBS）
- 仮面ライダーウィザード 第17話「もう一人の魔法使い」（2013年、ANB） - 占い師
- おやじの背中 第5話「ドブコ」（2014年8月10日、TBS） - 山野龍一
- 信長協奏曲 第8話・第9話（2014年12月1日 - 12月8日、フジテレビ）
- ヤメゴク〜ヤクザやめて頂きます〜 第1話ゲスト（2015年4月16日、TBS） - 鈴木武雄
- 鼠、江戸を疾る2 第1話（2016年4月14日、NHK） - 千八
- 神の舌を持つ男（2016年） - 藪勘造（医師）
- 夏目漱石の妻（2016年） - 池辺三山
- 学校へ行けなかった私が「あの花」「ここさけ」を書くまで（2018年9月1日、NHK BSプレミアム） - 上京の列車での隣の乗客[3]
- 奪い愛、高校教師 第２夜、最終夜 (2021年12月29日、31日、テレビ朝日) - 縁切り神社の宮司
- 全っっっっっ然知らない街を歩いてみたものの Season2 第4話（2022年3月28日、フジテレビ） [4]

### 映画
- ドン松五郎の大冒険（1987年、東宝東和） - ヤクザ
- 劇場版 超星艦隊セイザーX 戦え!星の戦士たち（2005年、東宝） - 堀口一郎[2]
- トリック劇場版2（2006年6月10日、東宝） - 選挙ポスター写真
- 温泉シャーク（2024年7月5日、ニチホランド）[5]

### ネット配信ドラマ
- AKBホラーナイト アドレナリンの夜 第20話「彼氏の実家」（2015年12月9日、ビデオパス・テレ朝動画）
- 放課後ていぼう日誌（2023年6月13日〈予定〉 - 、Lemino） - 赤井繁松 役[6]

### オリジナルビデオ
- テツワン探偵ロボタック&カブタック 不思議の国の大冒険（1998年） - タンサン国王
- ウルトラセブン1999最終章6部作 第2話「空飛ぶ大鉄塊」（1999年） - 辺見芳哉
- 銀河ロイドコスモX（2001年） - 十文字星吉
- 超星神グランセイザー スーパーバトルメモリー（2005年） - 堀口一郎博士
- 女ねずみ小僧 ただいま参上!（2006年）
- 湾岸ミッドナイト（1991年） - こーちゃん

### 舞台
- 三人でシェイクスピア（2002年-、劇団鳥獣戯画）
- G-up presents vol.6「ペガモ星人の襲来」（2008年8月15日-17日、AI・HALL / 8月22日-31日、駅前劇場）
- ゲキ塾。プロデュース「煙が目にしみる」（2011年9月21日-25日、中目黒ウッディシアター）
- ゲキ塾。プロデュースvol.4「忠臣ぐらっちぇ!」（2012年8月21日-26日、笹塚ファクトリー）
- 魔劇「今日からマ王!」～魔王再降臨～（2015年10月1日 - 10月12日、全労済ホール/スペース・ゼロ）- ヒスクライフ 役
- 第一回石働良演劇祭参加作品「のんのんさん」（2016年8月21日-28日、サンモールスタジオ）
- 劇団天然ポリエステル 第25回公演「パンパンじゃもの、花じゃもの」（2019年10月17日-20日、小劇場B1）
- 『BANANA FISH』The Stage -前編-（2021年6月10日 - 20日、天王洲 銀河劇場） - ディノ・フランシス・ゴルツィネ 役
- 『BANANA FISH』The Stage -後編-（2022年1月20日-23日・25日-28日・30日、品川プリンスホテル ステラボール） - ディノ・フランシス・ゴルツィネ 役 ※一部日程中止（1月25日13:00、29日、2月1日-6日（1月24日、31日は休演日））

### ネットドラマ
- レンタル彼氏 私、男買ってます（2006年、GyaO）

### テレビアニメ
- こちら葛飾区亀有公園前派出所（1998年 - 2004年、フジテレビ） - ドルフィン刑事〈海野土佐ェ門〉 役[7]
- 発明BOYカニパン（1998年、テレビ東京） - フラッペ
- 超発明BOYカニパン（1999年、テレビ東京） - タイシ博士
- HUNTER×HUNTER（第1作）（1999年、フジテレビ） - ゼブロ
- ジパング（2004年 - 2005年、TBS） - 黒島亀人
- アイシールド21（2005年 - 2008年、テレビ東京） - 酒奇溝六、ミラクル伊藤
- Capeta（2005年、テレビ東京） - 黒木
- 遊☆戯☆王ZEXAL（2011年 - 2013年、テレビ東京、2シリーズ） - 六十郎
- 獣旋バトル モンスーノ（2012年、テレビ東京） - マスターエイ
- 山賊の娘ローニャ（2014年、NHK） - フョーソク 役[8]
- こちら葛飾区亀有公園前派出所 THE FINAL 両津勘吉 最後の日 - ドルフィン刑事〈海野土佐ェ門〉
- 伊藤潤二『コレクション』（2018年、TOKYO MXほか） - 牧田の父

### OVA
- BURN-UP（1991年3月21日） - バンバ

### ゲーム
- 天外魔境II 卍MARU（1992年3月27日） - 極楽太郎、ツメ王
- 天外魔境 風雲カブキ伝（1993年7月10日） - 極楽太郎
- 天外魔境 真伝（1995年7月28日） - 極楽太郎 役
- こちら葛飾区亀有公園前派出所 勝てば天国!負ければ地獄! 両津流 一攫千金大作戦!（2010年6月17日） - ドルフィン刑事〈海野土佐ェ門〉

### 吹き替え
- フランケンウィニー（2012年） - ブルゲマイスター町長
- スハウエンダム 〜12の疑惑〜（2020年） - ヘリット・ウィッテ〈フープ・スターペル〉[9]

### ナレーション
- 東宝映画 加藤隼戦闘隊 - DVD特典映像「加藤隼戦闘隊の記録」

### 書籍
- テレビえほん ゲゲゲの鬼太郎（ひかりのくに） - こなきじじい

### バラエティ
- ウソップランド - 怪物ランドのバラエティー番組。「子泣きジジィじゃ。夢見るぞ」のネタはここで生まれた。
- タモリのSUPERボキャブラ天国（投稿ネタのキャラ・こなきじじいとして出演）
- 1億人の大質問!?笑ってコラえて!（「幼稚園の旅」コーナーにこなきじじいとして出演）
- ワラッチャオ!（2013年 - 2017年3月、NHK BSプレミアム）- ガンコ親父

### CM
- トヨタ自動車 ビスタアルデオ
- 富士写真フイルム フジカラー 七福神編
- 田辺製薬 アスパラドリンク あしたのジョー編
- ローソン 冷やし中華